# Адмирал Головко (крейсер)
Третий ракетный крейсер проекта 58, тип «Грозный»(обозначение НАТО — Kynda class) — 3-й тип (из 4-х) крейсера проекта 58 Военно-морского флота СССР. Всего было построено 4 крейсера этого типа: «Грозный», «Адмирал Фокин», «Адмирал Головко», «Варяг». Среди них «Адмирал Головко» находился на службе дольше остальных.

## История создания
Появление в ВМФ СССР ракетных крейсеров проекта 58 было обусловлено стремлением советского военно-морского руководства найти асимметричные способы борьбы с многократно превосходящими советский флот ВМС стран НАТО. Не имея возможности создать сравнимые по корабельному составу силы, советские адмиралы желали достичь успеха за счёт новейших технических достижений, прежде всего в области ядерной энергетики и управляемого ракетного оружия. Особые надежды возлагались на ракеты, которые должны были компенсировать отсутствие у флота палубной авиации, что ограничивало его ударные возможности радиусом действия самолётов берегового базирования. В то же время у вероятного противника имелось достаточное количество целей для нового оружия и прежде всего авианосные и амфибийные соединения.
Работы по созданию нового проекта начались в 1956 году. 6 декабря 1956 года Главнокомандующий ВМФ СССР С. Г. Горшков утвердил тактико-техническое задание на эсминец с управляемым реактивным оружием. Несколько ранее, в октябре того же года были выданы задания на разработку ЗРК «Волна» и ПКРК П-35, которые должны были стать основным вооружением новых кораблей. Разработка эсминца проекта 58 была поручена ЦКБ-53, а главным конструктором проекта 58 был назначен В. А. Никитин. Эскизный проект эсминца был рассмотрен в сентябре 1957 года, после чего Управление кораблестроения ВМФ выдало заказ на разработку технического проекта, который был подготовлен к марту 1958 года.
В ходе постройки первых кораблей проекта они именовались в документах ВМФ «кораблями с реактивным вооружением». Такая неопределённая формулировка была связана как с неясностью классификации нового проекта, так и с негативным отношением военно-политического руководства страны к крупным кораблям, особенно крейсерам. Тем не менее, начиная с 1960 года, в различных инстанциях флота обсуждался вопрос о несоответствии тактических задач и вооружения проекта 58 классу эскадренных миноносцев. Вопрос об окончательной классификации проекта 58 решился 22 июля 1962 года в ходе визита Н. С. Хрущева на «Грозный», который выполнил успешные ракетные стрельбы на глазах у советского лидера. Официальное решение о классификации кораблей проекта 58 как ракетных крейсеров было объявлено 4 ноября 1962 года.
Первоначальными планами предусматривалось построить 16 крейсеров проекта 58, но фактически построили только 4, по одному на каждый из флотов ВМФ СССР. Подобное изменение планов было вызвано, в большей степени, повышением приоритетности противолодочного направления в развитии советского надводного кораблестроения, а также субъективными причинами.
«Адмирал Головко» был третьим кораблём проекта 58. Заложен на заводе имени А. А. Жданова (Северная верфь) в городе Ленинграде 20 апреля 1961 года. Спущен на воду 18 июля 1962 года, вступил в строй 30 декабря 1964 года.

## Конструкция

### Корпус и архитектура
При разработке корпуса нового корабля за основу был взят теоретический чертеж эсминца проекта 56, как успешно прошедший испытания морем. Вследствие такого подхода чертёж корпуса был отработан ещё на стадии эскизного проектирования. Корпус имел удлинённый полубак, хотя для лучшей мореходности было бы желательно принять гладкопалубную схему. В носовой части имелся плавный подъём. Несмотря на вынужденные решения, мореходные качества проекта 58 оказались хорошими и превосходили таковые у проекта 56. По оценке американских специалистов, мореходные качества советских кораблей, обводы которых создавались на основе корпуса проекта 56, превосходили американские корабли аналогичного водоизмещения. Корпус выполнялся из стали марки СХЛ-4, набирался по продольной системе и разделялся на 17 водонепроницаемых отсеков. На всём протяжении корпуса имелось двойное дно.
Необходимость размещения большого количество антенн и постов управления вынудила прибегнуть к новому подходу в формировании надстроек. Они были необычайно развиты в сравнении с кораблями предшествующих проектов, что вызывало опасения за остойчивость корабля. Поэтому основным материалом для надстроек стали алюминиево-магниевые сплавы марок AMr-5B и 6T. При этом сомнения в пожаростойкости алюминиево-магниевых конструкций высказывались ещё на стадии проектирования, но остались без ответа. Следует заметить, что такие сплавы активно применялись и в зарубежном военном кораблестроении и эта тенденция начала сворачиваться лишь после Фолклендского военного конфликта, в ходе которого выявилась неудовлетворительная живучесть кораблей с большой долей таких материалов в конструкции.
Сталь применялась в конструкциях надстроек весьма ограниченно. Благодаря такому решению удалось значительно снизить верхний вес, хотя парусность корабля всё равно считалась чрезмерной. Характерной особенностью крейсеров проекта 58 стали пирамидальные мачты, на которых размещались антенны многочисленных РЛС. Это решение впоследствии было повторено на многих проектах советских кораблей.

### Бронирование
Орудия универсального калибра, расположенные в кормовой части верхней палубы, защищались противоосколочной бронёй толщиной 20-40-мм. Ограждения мостика, котельных кожухов, торпедных аппаратов и кранцев первых выстрелов защищались противоосколочной бронёй толщиной 8-10-мм.

### Энергетическая установка
Энергетическая установка была котлотурбинной и размещалась по эшелонному принципу в двух машинно-котельных отделениях. На крейсерах проекта 58 впервые в отечественном флоте применили высоконапорные котлы с турбокомпрессорным наддувом воздуха типа КВН-95/64. Новые котлы позволили вдвое увеличить напряжение топочного объёма, снизить удельный вес на 30 % и повысить КПД на полном ходу на 10 % по сравнению с котлами предшествующих типов. При этом КПД на малых и средних ходах несколько снизился. Кроме того, температуру отходящих газов удалось понизить на 60 %.
В качестве главных турбозубчатых агрегатов (ГТЗА) на крейсерах применили паровые турбины типа ТВ-12. От ранее применявшихся на эсминцах турбин ТВ-8 они отличались большей на 25 % мощностью, меньшим на 35 % удельным весом, КПД большим на 2-4 % на разных режимах при одинаковых габаритах. Управление всеми механизмами могло осуществляться как с местных постов, так и дистанционно, из герметических кабин.
Электроэнергией корабль обеспечивали две электростанции в составе двух турбогенераторов ТД-750, мощностью 750 кВт и двух дизель-генераторов ДГ-500 мощностью по 500 кВт. Они вырабатывали трёхфазный переменный ток напряжением 380 В.

### Экипаж и обитаемость
Утвержденным штатом предусматривалось, что экипаж корабля будет насчитывать 27 офицеров, 29 мичманов и главстаршин и 283 матроса и старшины срочной службы. Обитаемость личного состава была, по сравнению с предыдущими проектами, несколько улучшена за счет выделения (впервые на наших кораблях) помещения столовой, обеспечивавшей размещение 2/3 старшин и матросов. В столовой, кроме принятия пищи, проводились культурно-массовые мероприятия — показ кинофильмов, лекции, собрания и т. д. В боевых условиях в столовой разворачивался операционный пункт.
В первом ярусе носовой надстройки размещались коридор офицеров, салон и спальня командира корабля, апартаменты командира соединения или эскадры, каюты старших офицеров корабля (замполита, старпома, командира БЧ-5), строевая канцелярия.
В третьем ярусе носовой надстройки и во втором ярусе фок-мачты были выполнены ходовая и сигнальная рубки, ходовой мостик.
В первом ярусе средней надстройки располагались камбуз, картофелечистка и разделочная, посты.
Во втором ярусе грот-мачты были устроены запасной КП и боковые открытые площадки для сигнальщиков и вахтенных офицеров. В корпусе размещался комплекс главного командного пункта (ГКП) и все боевые посты, а проходы к ним обеспечивались без выхода на верхнюю палубу для лучшего выполнения требований противоатомной (ПАЗ) и противохимической (ПХЗ) защит. Система противоатомной и химической защиты обеспечивала полную герметизацию помещений при ведении боя в течение трёх часов, используя системы фильтровентиляции и орошения надстроек и палуб.
Жилые помещения команды (матросов и старшин) размещались на верхней и нижней палубах, где в кубриках находились стационарные койки, расположенные в несколько ярусов. Личные вещи и обмундирование команды хранились в ящиках — рундуках. Столовая команды была устроена на верхней палубе под полубаком в средней части корабля. Офицеры располагались в каютах на верхней (под полубаком) и нижней палубах в носовой части корабля, а мичмана и старшины сверхсрочной службы в каютах на нижней палубе кормовой части. Офицеры, мичманы и старшины сверхсрочной службы питались в двух кают-компаниях, кают-компания офицеров размещалась по правому борту, в носовой части, на верхней палубе, а кают-компания мичманов и старшин сверхсрочной службы — по левому борту, в кормовой части, нижней (жилой) палубы. Для хранения запаса провизии, различного имущества машинной, артиллерийской, минной, шкиперской и других частей на корабле были предусмотрены специальные кладовые. Скоропортящиеся продукты хранились в холодильной камере, устроенной рядом с помещением рефрижераторной машины. На крейсере были оборудованы баня, душевые, прачечная, гладильная, парикмахерские, умывальные и гальюны.
Медицинский блок состоял из лазарета, изолятора и амбулатории. Обогрев помещений обеспечивался за счёт калориферного отопления. Спасательные средства крейсера состояли из командирского катера, рабочего катера, шестивесельного яла, 10 жёстких 18-местных спасательных плотов (СПС-18) и спасательных кругов. Катера размещались на рострах средней надстройки по бокам второй дымовой трубы.

### Вооружение

#### Основное Вооружение
П-35
Основным вооружением крейсеров проекта 58 стал противокорабельный ракетный комплекс (ПКРК) П-35. Он был разработан в ОКБ-52 и являлся версией ПКРК П-6, предназначенного для подводных лодок. От лодочной версии ракета П-35 отличалась несколько меньшими весом и габаритами, а также воздухозаборником с коническим центральным телом. Длина ракеты составила 9,8 м, диаметр — 0,86 м, размах крыла — 2,67 м. Стартовая масса — 4200 кг (по другим данным 4500 кг), маршевая — 3800 кг. Масса боевой части 560 кг, масса ВВ — 405 кг. На крейсерах проекта 58 каждая четвёртая ракета комплектовалась ядерной боевой частью. Предусматривалось три высотных режима полёта — 400, 4000 и 7000 м, дальность стрельбы в зависимости от профиля полёта колебалась от 100 до 300 км. Скорость ракеты была несколько выше звуковой и на большой высоте достигала 1,3 М.
Наведение ракет могло осуществляться как оператором, по одному на каждую ракету, так и в режиме самонаведения. Последний считался резервным, так как не обеспечивал требуемой точности на больших дистанциях. При наведении ракет операторами они следили за ними с помощью антенн РЛС «Бином» и по достижении заданной дальности включали радиолокационную головку наведения ракеты, данные которой передавались оператору. Далее оператор анализировал радиолокационное изображение и либо наводил ракету на выбранную цель сам, либо давал команду на самонаведение после захвата головкой цели. Наличие лишь четырёх антенн СУО «Бином» позволяло сформировать залп лишь из четырёх ракет. Оставшиеся четыре можно было выпустить в режиме самонаведения со значительным снижением точности и дальности.
Ракеты П-35 размещались в счетверённых пусковых установках СМ-70. Эти установки могли поворачиваться в горизонтальной плоскости на 120° в каждую сторону, и подниматься на угол 25° для запуска, на что требовалось 1,5 минуты. Поворот в горизонтальной плоскости совершался со скоростью 5° в секунду. Крейсера давали ракетный залп, находясь бортом к противнику. Такое решение позволяло решить проблему истекающих газов двигателей ракет и обойтись без газоотводных конструкций, а также не требовало обеспечения разворота ракет на цель после старта. С другой стороны, установка получилась слишком тяжёлой и сложной и в дальнейшем в советском ВМФ от поворотных установок ПКР отказались.
Кроме ракет на пусковых установках крейсера проекта 58 имели ещё восемь ракет в погребах, размещённых в надстройках. Однако идея перезарядки огромных ракет в открытом море оказалась неудачной. Эту операцию можно было выполнить лишь при спокойном состоянии моря, но даже в этом случае она занимала более часа. По мнению специалистов, в боевой обстановке крейсер был бы потоплен противником ещё до завершения перезарядки.

#### Зенитное вооружение
М-1 «Волна»
Зенитное вооружение крейсеров проекта 58 было представлено, главным образом, ЗРК М-1 «Волна», являвшийся морским вариантом сухопутной системы С-125. Двухбалочная пусковая установка размещалась в носовой части крейсера, перед ПУ СМ-70 и могла давать до двух залпов в минуту. Система управления «Ятаган» была одноканальной и обеспечивала наведение одной или двух ракет на одну цель. Помимо одноканальности к недостаткам этого ЗРК относили резкое снижение точности стрельбы на больших дистанциях. Общий боезапас ЗРК составлял 16 ракет в двух подпалубных барабанных установках. Ракета В-600 была унифицирована с сухопутным ЗРК и имела следующие характеристики: длина — 5,88 м, стартовая масса — 923 кг, масса боевой части — 60 кг, скорость полёта — 600 м/с. Комплекс мог поражать воздушные цели на дистанциях от 4000 до 15 000 метров и на высотах от 100 до 10 000 метров.
Несмотря на свои недостатки ЗРК М-1 считался вполне надёжным, устанавливался на многих кораблях различных проектов и после серии модернизаций оставался на вооружении до конца XX века. В середине 1960-х годов моряки научились стрелять ракетами этого комплекса по морским целям в пределах радиогоризонта и в периоды обострения международной обстановки надеялись на него как на средство борьбы с кораблями даже больше, чем на П-35, так как он имел на порядок меньшее время реакции. Тем не менее, обеспечить надёжную ПВО даже самого крейсера М-1 «Волна» не мог.

#### Артиллерийское вооружение
76,2-мм спаренная корабельная артустановка АК-726
Артиллерийское вооружение крейсеров проекта 58 было изначально представлено двумя универсальными спаренными башенными артустановками АК-726, размещёнными в кормовой части крейсера по линейно-возвышенной схеме. Эта установка оказалось единственной артиллерийской системой среднего калибра, принятой на вооружение флота в 1960-х годах. АК-726 была разработана ЦКБ-7 в 1957—1958 годах и прошла государственные испытания в 1962 году. Крейсера проекта 58 стали первыми кораблями флота, вооружёнными этой системой.
Две автоматические пушки калибра 76,2 мм размещались в общей люльке в легкобронированной башне. Скорострельность достигала 90 выстрелов в минуту на один ствол, длина непрерывной очереди достигала 45 выстрелов, после чего требовалось охлаждать ствол водой. Масса снаряда составляла 5,9 кг, дальность стрельбы 15,7 км, досягаемость по высоте — 11 км. Общая масса установки достигала 26 тонн. Серьёзным недостатком проекта стало наличие на крейсерах проекта 58 лишь одной системы МР-105, управлявшей огнём АК-726, поэтому обе установки крейсера могли эффективно действовать лишь по одной цели одновременно. Основной задачей АК-726 стало обеспечение ПВО, а также борьба с малоразмерными морскими целями. В целом, АК-726 не была достаточно эффективной установкой. Для борьбы с реактивными самолётами она имела слишком малую скорострельность и несовершенную систему управления огнём, а слишком лёгкий снаряд препятствовал успешной борьбе с морскими и береговыми целями.
45-мм салютный полуавтомат 21-К
2 одноствольных 45-мм салютных полуавтомата 21-К с длинной ствола 46 калибров, расположенных побортно на рострах у грот-мачты. Эти установки не имели противоосколочных щитов и механических приводов наводки. Скорострельность полуавтомата составляла 25 выстрелов/мин. Угол вертикального наведения от −10° до +85°. Начальная скорость снаряда 740 м/с, дальность стрельбы до 9,2 км, а досягаемость по высоте — 6 км. Масса орудия доходила до 507 кг.
30-мм шестиствольная автоматическая корабельная артиллерийская установка АК-630М
Устанавливались на крейсера проекта 58 в ходе модернизации. 4 шестиствольных 30-мм автоматов АК-630М с длинной ствола 54 калибра, расположенных попарно, побортно на банкетах у первой дымовой трубы. Артустановка башенного типа с вращающимся блоком стволов в кожухе с продольно-поршневым затвором, обеспечивающим принудительную досылку выстрела и экстракцию гильзы. Скорострельность установок составляет 4000-5000 выстрелов/мин. Охлаждение блока стволов происходит путем прогонки дистиллированной воды или антифриза между кожухом и стволами. Угол вертикального наведения от −12 до +88°, а горизонтального до 180°. Начальная скорость снаряда 960 м/с, дальность стрельбы до 8,1 км. Питание автоматов ленточное, лента на 2000 патронов расположена в круглом магазине. Расчёт орудия включает 2 человека. Масса установки составляет 1,92 тонны. Автоматы имеют систему дистанционного управления от 2 РЛС МР-123 «Вымпел» или с помощью автономного визирного, прицельного устройства «Колонка».

#### Минно-торпедное вооружение
Торпеда СЭТ-53 или 53-56
2 трёхтрубных 533-мм торпедных аппарата ТТА-53-57бис для стрельбы самонаводящимися противолодочными торпедами СЭТ-53 или торпедами 53-56, расположенных побортно в средней части корабля. Торпедные аппараты пневматические, комплектовались ручным приводом и механическим электроприводом для дистанционной наводки. Для дистанционного управления торпедной стрельбой использовался прибор управления торпедной стрельбой «Зуммер-58», который обеспечивал последовательный и залповый выстрел торпед. Торпеда 53-56 самонаводящаяся, прямоходная, кислородно-поршневая, с прибором маневрирования, трёхрежимная, то есть имелась возможность установки режима дальности действия 4 км, 8 км или 13 км. Вес БЧ торпеды составлял 400 кг при весе самой торпеды в 1,9 тонны, а взрыватель неконтактный оптического типа НВ-57, обеспечивал подрыв боевого заряда на расстоянии 3-5 метров от днища. Скорость хода торпеды доходила до 50 узлов (4 км), 40 узлов (8 км) и 35 узлов (13 км). Боезапас включал 6 торпед в ТА. Торпеда СЭТ-53 электрическая, противолодочная, самонаводящаяся в двух плоскостях. Система наведения пассивная, реагировала на шумы подводных лодок имеющих скорости хода не менее 9 узлов. Вес БЧ торпеды составлял 287 кг при весе самой торпеды в 1,47 тонны, а скорость хода доходила до 23 узлов при дальности действия 8 км и глубине погружения от 20 до 200 метров. Головка самонаведения могла обнаруживать цель в пределах до 60° в каждую сторону от продольной оси торпеды, а радиус самонаведения достигал 600 метров. Боезапас включал 6 торпед в ТА.

#### Противолодочное и противоминное вооружение
Реактивная бомбомётная система 6000 «Смерч-2»
2 реактивных бомбомёта РБУ-6000 «Смерч-2» калибра 212-мм с 12 стволами от ПУСБ «Буря», расположенных побортно на баке перед ЗРК. Стрельба велась одной или двумя установками, как одиночными выстрелами, так и залпами. Запас из 192 глубинных бомб РГБ-60 располагался в погребе под пусковыми установками. Заряжание пакета стволов производилось с помощью дистанционно управляемого устройства, в которое бомбы из погреба подавались специальным подъемником. После загрузки последнего ствола РБУ-6000 автоматически переходила в режим наведения, а после израсходования всех бомб —снова в режим заряжания: пакет стволов опускался на угол 90° и разворачивался для заряжания очередного запаса по курсовому углу. РБУ-6000 получала целеуказание от корабельной ГАС ГС-572 «Геркулес». Наведение РБУ-6000 производилось с помощью электроприводов по горизонтали и по вертикали. Дальность действия установки от 300 до 5800 метров, а глубина поражения цели от 15 до 450 метров. Радиус разрушительного воздействия на подводную лодку до 7 метров. Скорострельность РБУ-6000 — 2,4 выстрела/мин., а скорость погружения — 11,6 м/с. Масса установки составляла 3,1 тонны. БОКА Из 2 быстроходных акустических охранителей (БОКА) для защиты от акустических торпед и мин. Их использование предусматривалось на скоростях 10…30 узлов при волнении моря до 7 баллов.

#### Авиационное вооружение
Вертолёт КА-25ПЛ
Вертолёт КА-25ПЛ временного базирования с соосным вращением лопастей и экипажем из 2-3 человек. Лопасти были изготовлены с возможностью их складывания. В носовом нижнем обтекателе фюзеляжа КА-25ПЛ располагалась поисковая РЛС «Инициатива-2К». За обтекателем находилась кабина экипажа, где монтировались комплексы прицельного, пилотажно-навигационного и радиосвязного оборудования. Кроме этого на вертолёте имелся автопилот, радиокомпас, система автоматической стабилизации вертолета и оборотов несущих винтов в полете. Бортовое оборудование обеспечивало выполнение полетов днем и ночью. В задней части главной кабины разместили опускаемую на глубину 40 метров гидроакустическую станцию ОГАС МГ-329 «Ока» и радиогидроакустическую систему «Баку» с приемным устройством СПАРУ-55 «Памир». В контейнере сбоку фюзеляжа за правой главной опорой шасси находились сбрасываемые радиогидроакустические буи РГАБ. Вооружение состояло из противолодочной самонаводящейся торпеды АТ-1 или 4-8 глубинных бомб массой 250 и 50 кг. Кассета с радиогидроакустическими буями, также подвешивалась в отсеке вооружения. Отсек снабжался створками, открывающимися с помощью электроприводов. Вертолёт КА-25ПЛ развивал максимальную скорость до 220 км/ч и крейсерскую скорость до 180 км/ч, дальность полёта достигала 450 км, а динамический потолок 3500 метров. Благодаря размерам и высокой маневренности КА-25ПЛ успешно производил взлеты с небольшой площадки корабля и посадки на нее даже в условиях шестибального волнения моря. Вертолёты КА-25 серийно производились с 1961 года.
Вертолёт КА-25Ц временного базирования с соосным вращением лопастей и экипажем из 2 человек. Лопасти были изготовлены с возможностью их складывания. В носовом нижнем обтекателе фюзеляжа КА-25Ц располагалась РЛС дальнего целеуказания ракетному ударному оружию МРСЦ-1 «Успех-У». За обтекателем находилась кабина экипажа, где монтировались комплексы пилотажно-навигационного и радиосвязного оборудования. Кроме этого на вертолёте имелся автопилот, радиокомпас, система автоматической стабилизации вертолета и оборотов несущих винтов в полете. Бортовое оборудование обеспечивало выполнение полетов днем и ночью. Задний отсек снабжался створками, открывающимися с помощью электроприводов. Вертолёт КА-25Ц развивал максимальную скорость до 220 км/ч и крейсерскую скорость до 180 км/ч, дальность полёта достигала 450 км, а динамический потолок 3500 метров. Благодаря размерам и высокой маневренности КА-25Ц успешно производил взлеты с небольшой площадки корабля и посадки на нее даже в условиях шестибального волнения моря. Вертолёты КА-25Ц серийно производились с 1971 года.

#### Средства связи, обнаружения, вспомогательное оборудование
Унифицированная система радиосвязи «Победа-2» обеспечивала беспоисковую и бесподстроечную связь корреспондентов и состояла: из передатчиков Р-641Д «Искра-Д», Р-642Д, Р-644Д «Черешня-Д», Р-645Д, Р-646; приемников Р-670М «Русалка-М», Р-671М «Гиацинт-М», Р-674М «Берилл-М», Р-675Н «Оникс-Н», Р-678Н «Брусника-Н»; из радиостанций Р-609М «Акация-М». Аппаратура системы была смонтирована в приемном и передающем радиоцентрах.
РЛС навигации «Дон» сантиметрового (3-см) диапазона волн, предназначалась для освещения навигационной обстановки и решения навигационных задач и позволяла определять при круговом обзоре дальность до цели типа крейсер 25 км и до воздушной цели до 50 км. Антенный пост РЛС размещался на площадке фок-мачты. Станция принята на вооружение в 1957 году.
Радиопеленгатор «Визир-1» предназначался для определения места по радиомаякам в тёмное время суток и при плохой видимости. Антенна (рамка) радиопеленгатора размещалась на мачте. Пеленгатор работал в диапазоне длинных и средних волн.
Эхолот «НЭЛ-3», электроакустический (рабочая частота 21,3 кГц) навигационный прибор для измерения глубины под килем корабля. Потребляемая эхолотом мощность составляла 0,2 кВт, потребляемый ток — 1,5 А при напряжении питания в 220 В. НЭЛ-3 мог измерять глубину под килем в диапазоне от 0 до 150 метров с точностью измерения до 100 метров — 4 % и более 100 метров — 2 % при скорости хода до 15 узлов и крене до 15°. Общий вес установки 100 кг.
Автопрокладчик «Путь-1» тип аналогового вычислительного устройства, которое вырабатывало и автоматически отображало на морской карте счислимые координаты места корабля с помощью транслировавшихся на него значений курса от компаса и пройденного расстояния от лага. Для автоматической выработки значений разности широт (РШ) и разности долгот (РД) в автопрокладчик вводилась информация о курсе корабля, его скорости по лагу, а также данные о дрейфе и течении. Для отображения на морской карте использовались два планшета верхний и нижний, куда перед включением прибора укладывались две одинаковые путевые карты, выставлялся самописец в исходную точку, включался нужный масштаб карты, и проверялась правильность ввода исходных данных в самописец. Во время нормальной работы на нижней карте графически наносился курс корабля при плавании, на верхней карте постоянно указывалось место корабля («зайчик»), а также происходила постоянная выработка и указание текущих координат судна.
Система опознавания «свой-чужой» «Нихром» включала два комплекта запросчиков «Никель» и ответчиков «Хром», которые сопрягались с 2 РЛС МР-300 «Ангара». Аппаратура «Нихром» позволяла проводить опознавание надводных и воздушных целей для определения их принадлежности к своим вооруженным силам.
РЛС радиотехнической разведки (РТР) МРП-11-12 «Залив» сантиметрового диапазона волн, предназначалась для обнаружения работы РЛС противника. Станция имела дальность обнаружения РЛС противника до 30 км с непрерывным временем действия — 48 часов. Время подготовки станции к работе составляло 30 секунд.
РЛС радиоэлектронной борьбы (РЭБ) «Краб-11» и «Краб-12», сантиметрового диапазона волн для создания шумовых помех в целях активного средства радиоэлектронного противодействия от РЛС противника.
ГАС звукоподводной связи МГ-26 «Хоста» принята на вооружение в 1960 году. ГАС обеспечивает опознавание подводных лодок и связь с ними в подводном положении в телеграфном и телефонном режимах.
ГАС ГС-572 «Геркулес-2» кругового и шагового поиска с выдвижной подкильной антенной, предназначалась для обнаружения подводных целей и выдачи целеуказания торпедному и реактивно-бомбометному оружию. Антенна станции в выдвижном подкильном обтекателе могла подниматься и опускаться с помощью электромеханического привода или вручную. ГАС имела максимально возможную энергетическую дальность обнаружения подводных лодок при нормальных гидрологических условиях (по проекту) до 7 км, торпед и якорных мин до 2 км, а глубину до 300 метров. Реально она могла обнаруживать подводную лодку идущую в подводном положении со скоростью 4-5 узлов на дистанции до 1 км при скорости хода самого корабля в 15 узлов.
Гирокомпас типа «Курс-4» двухроторный с чувствительным элементом в виде плавающей гиросферы, прототипом которого явился гирокомпас «Новый Аншютц», созданный в Германии в 1926 году. Гирокомпас имел выключатель затухания, обеспечивавший меньшую величину баллистической погрешности и самосинхронизирующиеся принимающие периферийные приборы, что не требовало систематического контроля их согласованности с основным компасом. Время готовности после запуска (время прихода в меридиан) составляло 4-6 часов. Показания гирокомпаса поступали на репитеры. Последние располагались в различных, боевых постах и после их включения и согласования с гирокомпасом показывали курс корабля.

### Модернизации и переоборудования
Проект 58М — это вариант модернизации кораблей проекта 58. Усиливалось ракетное, зенитное и радиотехническое вооружение. Технический проект предусматривал модернизацию комплекса П-35 под усовершенствованную ракету 3М44 «Прогресс», модернизацию комплекса М-1 «Волна», установку четырёх АК-630 ближнего радиуса действия с 2 СУ МР-123 «Вымпел», второй РЛС навигации «Дон» и новейших средств радиолокации, опознавания и радиоэлектронной борьбы. Корпус крейсера подвергся переделкам. Значительно изменилась конфигурация носовой надстройки в связи с установкой 4 шестиствольных 30-мм артустановок АК-630М по две с каждого борта и 2 РЛС управления их стрельбой. В районе между мачтами, на палубе полубака, была создана новая небольшая надстройка для размещения системы дальней связи. На ней же расположили две 45-мм салютные пушки, ранее стоявшие на рострах у грот-мачты. На рострах у грот-мачты, там где раньше стояли 45-мм салютные пушки смонтировали закрытые помещения для размещения аппаратуры системы приёма данных и целеуказания от вертолётов и самолётов «Успех-У», которая использовалась для радиолокационного наведения корабельных крылатых ракет 3М44 «Прогресс».

## История службы
В 1962 году умер первый заместитель главкома ВМФ Арсений Григорьевич Головко и ракетный крейсер «Доблестный» был переименован в «Адмирал Головко». 22 января 1965 года был включен в состав Северного флота. С 01 июня по 31 июня 1967 года, находясь в зоне военных действий, выполнил боевую задачу по оказанию помощи вооруженным силам Египта.
22 марта 1968 года был передан в состав Черноморского флота. Визиты:
- 08-13.05.1970 г. нанес визит в Алжир;
- 03-07.08.1972 г. — в Констанцу (Румыния);
- 21-26.08.1975 г. — в Тунис;
- 22-27.06.1978 г. — в Латакию (Сирия).

Крейсер планировали списать в начале 90-х гг, но благодаря энтузиазму экипажа и шефской помощи префектуры Западного округа Москвы был проведен его ремонт. В период с 04.06.1982 г. по 01.03.1989 г, прошел на «Севморзаводе» в Севастополе капитальный ремонт. В 1991 году вошел в состав 150-й Краснознаменной бригады надводных кораблей. В период с 1990 по 1999 год, во время нахождения ракетного крейсера «Москва» (бывший ракетный крейсер «Слава») в ремонте в г. Николаеве являлся единственным ракетным крейсером Черноморского флота. В октябре 1996 года в качестве флагмана успешно участвовал в сбор-походе. В июле следующего года «Адмирал Головко» стал лучшим кораблем дивизии. В апреле 1998-го на весеннем сбор-походе успешно стрелял главным комплексом. В октябре 1998 года, а также в 1999 году за ракетную стрельбу экипаж крейсера награжден приказом главкома и получил звание лучшего корабля ВМФ по ракетной подготовке. В 2002 году ракетному крейсеру «Адмирал Головко» исполнилось 40 лет. Это был рекордный возраст среди отечественных крейсеров. К этому времени все его собратья уже завершили службу.

### Инцидент с БТ «Херсонский Комсомолец»
12 августа 1980 года во время ракетных стрельб на Приз ГК ВМФ СССР РКР «Адмирал Головко» ракетой П-35 вместо щита поразил корабль охранения района стрельб БТ «Херсонский комсомолец». Ракета была оснащена инертной боевой частью, вошла в левый борт между камбузом и радиорубкой с курсовым 45, вышла между постом энергетики и живучести (ПЭЖ) и столовой. В результате погибли 4 члена экипажа. Корабль был обесточен, связь отсутствовала, повреждена рулевая. Пробоина была заделана в море. Крейсер «Москва» осуществлял буксировку повреждённого БТ «Херсонский Комсомолец».

## Списание
13 ноября 2002 года на ракетном крейсере «Адмирал Головко» спущен военно-морской флаг. После демонтажа вооружения, 24 декабря 2002 г. началась его буксировка в г. Инкерман для утилизации. Разобран на металлолом в 2003—2004 гг. Флаг ракетного крейсера Адмирал Головко хранится в музее Черноморского флота.